# بوب نيلسون (لاعب كرة قدم أمريكية)
بوب نيلسون (بالإنجليزية: Bob Nelson)‏ هو لاعب كرة قدم أمريكية أمريكي، ولد في 30 يونيو 1953 في ستيلووتر في الولايات المتحدة.

## وصلات خارجية
- بوب نيلسون على موقع مرجع كرة القدم المحترفة.كوم (الإنجليزية)